# Magnus Nedregotten
Magnus Victor Nedregotten (Stavanger, 24 de octubre de 1990) es un deportista noruego que compite en curling. Su esposa, Kristin Skaslien, compite en el mismo deporte.
Participó en dos Juegos Olímpicos de Invierno, obteniendo dos medallas, plata en Pekín 2022 y bronce en Pyeongchang 2018, ambas en la prueba de mixto doble.
Ganó tres medallas en el Campeonato Mundial de Curling Mixto Doble entre los años 2015 y 2024.

## Palmarés internacional
| Juegos Olímpicos               | Juegos Olímpicos            | Juegos Olímpicos  | Juegos Olímpicos |
| Año                            | Lugar                       | Medalla           | Prueba           |
| ------------------------------ | --------------------------- | ----------------- | ---------------- |
| 2018                           | Pyeongchang (Corea del Sur) | Medalla de bronce | Mixto doble      |
| 2022                           | Pekín (China)               | Medalla de plata  | Mixto doble      |
| Campeonato Mundial Mixto Doble |                             |                   |                  |
| Año                            | Lugar                       | Medalla           | Prueba           |
| 2015                           | Sochi (Rusia)               | Medalla de bronce | Mixto doble      |
| 2021                           | Aberdeen (Reino Unido)      | Medalla de plata  | Mixto doble      |
| 2024                           | Östersund (Suecia)          | Medalla de bronce | Mixto doble      |